# La toma de Yapu
La toma de Yapu o Joppe es un antiguo relato egipcio que describe la conquista de la ciudad de Yapu, llamada en latín Joppe (hoy, Jaffa) por el general Dyehuty en tiempos de Tutmosis III. Se conserva una copia en el Papiro Harris 500, guardado en el Museo Británico con la referencia EA 10060. 
No se trata de una narración histórica sino de un cuento cuyo telón de fondo es la campaña en Siria de Tutmosis, y lo que le ocurrió a un comandante de tropa llamado Dyehuty que servía a las órdenes del faraón. 

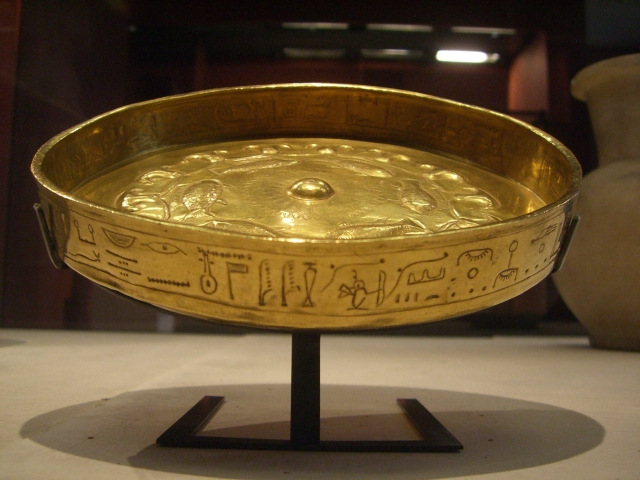
Cuenco de oro con el nombre del general Dyehuty. Museo del Louvre.

Las tácticas usadas por Dyehuty en la historia evocan el episodio del Caballo de Troya relatado en la Odisea y el cuento de Alí Babá y los cuarenta ladrones de Las mil y una noches.

## Descripción
El papiro data de comienzos de la dinastía XIX, durante el reinado de Seti I o durante el de Ramsés II. Está escrito en hierático y se conserva en forma fragmentaria: el comienzo se ha perdido, y el resto del texto tiene muchas lagunas. 

## Argumento

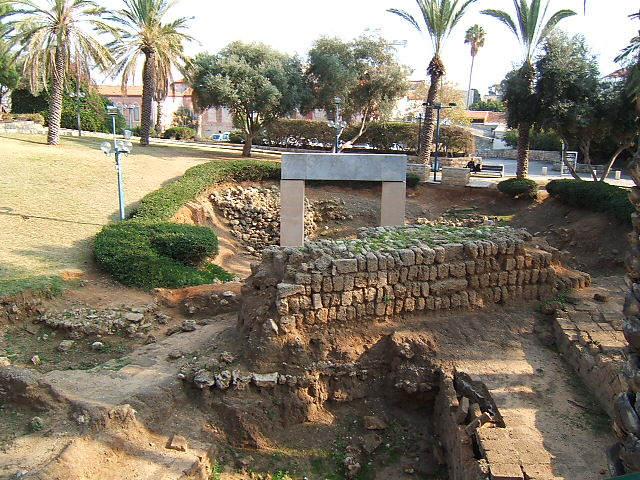
Jaffa: restos de la muralla del siglo XIII a. C.

El principio de la narración se ha perdido. En el fragmento conservado, Dyehuty invita al príncipe de Yapu a un encuentro en su campamento de las afueras de la ciudad. El príncipe acude con 120 soldados, y Dyehuty le invita a su tienda, donde le noquea. Oculta a doscientos de sus soldados en cestas, los carga sobre animales y envía un auriga a la ciudad para anunciar que los egipcios se han rendido y están enviando un tributo. Las doscientas cestas son llevadas por 500 porteadores, que no son otros que soldados de Dyehuty: una vez dentro de la ciudad, la conquistan. La historia termina con una carta en la que Dyehuty informa al faraón de esta victoria. 

## Contexto histórico
Aunque los acontecimientos descritos en esta historia son ficticios, están situados en un contexto real: Tutmosis realizó un total de 16 campañas en Siria entre los años 22 y 42 de su reinado; la toma de Jaffa debió suceder en una de las primeras. El general Dyehuty es un personaje real que está bien documentado en diversos hallazgos arqueológicos, por ejemplo en un cuenco de oro que Tutmosis III le regaló por sus méritos y que se conserva en el Museo del Louvre. Su tumba fue encontrada en 1824 en Saqqara. 